# Масново-Жуково
Масново-Жуково — деревня в Чеховском районе Московской области, в составе муниципального образования сельское поселение Стремиловское (до 28 февраля 2005 года входила в состав Стремиловского сельского округа).

## Население
| 2002 | 2006 | 2010 |
| ---- | ---- | ---- |
| 29   | ↘3   | ↗5   |

## География
Масново-Жуково расположено примерно в 15 км на северо-запад от Чехова, на левом берегу реки Лопасни, высота центра деревни над уровнем моря — 174 м.